# Luisa Fernanda Rudi
Luisa Fernanda Rudi Úbeda (ur. 14 grudnia 1950 w Sewilli) – hiszpańska i aragońska polityk, nauczyciel akademicki oraz samorządowiec, w latach 2000–2004 przewodnicząca Kongresu Deputowanych, od 2004 do 2008 posłanka do Parlamentu Europejskiego VI kadencji, prezydent Aragonii w latach 2011–2015

## Życiorys
W 1971 ukończyła studia z zakresu handlu, w 1979 uzyskała uprawnienia biegłego rewidenta. Pracowała w sektorze prywatnym, następnie jako audytor. Zaangażowała się w działalność Partii Ludowej. Od 1983 do 1986 była posłanką do parlamentu regionalnego w Aragonii. W 1993 po raz pierwszy weszła w skład Kongresu Deputowanych, w niższej izbie Kortezów Generalnych zasiadała do 1996.
W latach 1995–2000 sprawowała urząd alkada Saragossy. W 2000 powróciła do krajowego parlamentu, przez cztery lata pełniła funkcję przewodniczącej Kongresu Deputowanych.
W wyborach w 2004 uzyskała mandat deputowanej do Parlamentu Europejskiego. Zasiadała w grupie chadeckiej, pracowała w Komisji Rynku Wewnętrznego i Ochrony Konsumentów.
Z Europarlamentu odeszła w 2008 w związku z ponownym wyborem w skład Kongresu Deputowanych. W 2011 została prezydentem wspólnoty autonomicznej Aragonii. Zakończyła urzędowanie po wyborach regionalnych w 2015, kiedy to władzę w regionie przejęła lewica. W tym samym roku powołana przez aragoński parlament w skład Senatu, w którym zasiadała do 2023.